# Кабардино-черкесская литература
Кабардино-черкесская литература — комплекс литературных произведений, написанных на кабардино-черкесском языке. Включает в себя самостоятельные литературные традиции кабардинцев и черкесов.

## История

### Кабардинская литература
Кабардинская литература берет своё начало с просветительской деятельности Ш. Б. Ногмова, который в 1-й пол. 19 в. не только составил грамматику кабардинского языка, но так же собирал кабардинский фольклор и переводил на родной язык русских, арабских и турецких поэтов.
Формирование современной литературы, основоположником которой стал А. А. Шогенцуков, началось уже после создания кабардино-черкесской письменности в 1923–24 годы.
На раннем этапе развития кабардинской литературы доминировала поэзия (Б. М. Пачев, Т. М. Борукаев, П. Д. Шекихачев). Но уже в 30-е гг. XX века начали создавать свои произведения прозаики и драматурги (З. А. Аксиров, М. А. Афаунов, С. М. Кожаев, З. Б. Максидов, Дж. М. Налоев).
К середине XX века на первый план вышла революционно-публицистическая и лирическая поэзия, представителями которой были Б. И. Куашев, А. К. Шомахов, А. П. Кешоков, А. А. Хавпачев, А. О. Шогенцуков.
В 1950-х произведения молодых поэтов З. М. Тхагазитова и Ф. Г. Балкаровой развивали и осваивали современную проблематику. В прозе того времени доминируют рассказы и очерки (А. О. Шогенцуков, Х. Хавпачев, А. Кешоков). Рождается первая повесть на социально-психологическую тему («Аслан» Х. И. Теунова, 1941), и первый роман на кабардинском языке («Горцы» А. Т. Шортанова, ч. 1–2, 1954–75). Но уже с 1960-х гг. ведущим эпическим жанром становится исторический роман («Вершины не спят» Кешокова, кн. 1–2, 1960–66).
Развитию драматургии способствовали работы таких мастеров как С. Х. Кушхов, П. Т. Мисаков, З. Аксиров, А. Шортанов, М. М. Тубаев, А. Шомахов.
В последнюю четверть XX века на литературную сцену выходят новые лица: прозаики М. Эльберд, Т. Адыгов, Х. Бештоков, С. Мафедзев; драматурги Б. Утижев, М. Кармоков; поэты Л. Губжоков, А. Бицуев, Р. Ацканов.

### Черкесская литература
Черкесская литература начала свое развитие в 1920-х гг.: с появления первой черкесской газеты «Адыгэ псаукlэ» («Черкесская жизнь», с 1924), первых букварей, учебников и книг на черкесском языке. Родоначальниками черкесской литературы можно считать сразу нескольких деятелей, среди них – Х. К. Абуков, И. Амироков, М. П. Дышеков, А. Тлюняев, С. Темиров, К. Карданов.
В 1930-е гг. доминировали преимущественно прозаические жанры: рассказ, повесть, а также роман («На берегах Зеленчука» Абукова, 1930, – который стал первым черкесским романом; «Зарево» Дышекова, 1934).
Выход коллективного сборника «Стихи молодых поэтов Черкесии» в 1939 году ознаменовал становление поэзии. Среди поэтов: М. Х. Ахметов, К. Унежев, А. Охтов, М. Охтов, Х. Х. Гашоков. В 1960-е гг. свой путь начали поэты А. Ханфенов, А. Аков, Р. Хахандуков, В. Абитов и др.
Новый этап в развитии черкесской прозы начался с выходом в свет исторической трилогии «Отец и сын» Гашокова (1959–68). Исторические темы начинают доминировать (трилогия «Фатимат» Ц. Коховой (1963–70), романы В. Абитова, М. Ахметова, Х. Братова («Жестокость», 1994), Ф. Хабекировой).

## Современная литература
- Хахов Сафарби Гидович — кабардинский поэт, прозаик, публицист, журналист, переводчик, автор 20 книг стихов; поэтических и прозаических произведений на кабардинском и русском языках, является руководителем литературного хасы «Шыхулъагъуэ» («Млечный путь») для начинающих молодых писателей и поэтов.
- Хакуашева, Мадина Андреевна — кабардинский писатель, доктор филологических наук.